# Yoon Seung-ah
Yoon Seung-ah (hangul: 윤승아; 29 de setembro de 1983) é uma atriz sul-coreana. Ela estreou como modelo e ficou conhecida ao aparecer em videoclipes de Alex Chu e Ji Sun. Ela começou sua carreira de atriz com papéis secundários em Playful Kiss e Moon Embracing the Sun. Protagonizou a sua primeira série, Ms Panda and Mr Hedgehog, em 2012.

## Carreira
Após ser descoberta na rua, Yoon Seung-ah começou sua carreira como modelo, aparecendo nas revistas CeCi, Elle Girl Korea, Vogue Girl Korea e Cosmopolitan Korea, tendo, dessa forma, contatos exclusivos com a Nivea e J.Estina.
Ficou conhecida pelo público em 2006 depois de aparecer nos videoclipes "Very Heartbreaking Words" e "I Love You" de Alex Chu e Ji Sun respectivamente, sendo apelidada de "Menina Caracol". Terminou seus estudos de arte na faculdade antes de debutar e perdeu a oportunidade de estudar no exterior, a fim de prosseguir com sua carreira de atriz. Assim, fez diversos papéis coadjuvantes, entre eles, como a melhor amiga de Ha-ni na comédia romântica Playful Kiss e como Seol em Moon Embracing the Sun.
Em 2012, ela conseguiu seu primeiro papel principal na série Ms Panda and Mr Hedgehog, interpretando a dona de uma loja de doces rival de Lee Donghae do Super Junior. Mais tarde naquele ano, Yoon apresentou o reality show de moda Sold Out do canal pago OnStyle.

## Vida pessoal
Depois de um tweet romântico que o ator Kim Mu-yeol pretendia mandar em privado para Yoon ser postado acidentalmente na sua página do Twitter, as suas agências confirmaram em fevereiro de 2012 que os dois estavam namorando. Yoon e Kim se casarão em 4 de abril de 2015.

## Filmografia
| Ano  | Título                        | Papel         | Notas             |
| ---- | ----------------------------- | ------------- | ----------------- |
| 2005 | Rainbow Romance               | —             | Aparição especial |
| 2006 | Unstoppable High Kick!        | —             | Pequena aparição  |
| 2007 | The 1st Shop of Coffee Prince | —             | Pequena aparição  |
| 2009 | Hero                          | Jo Yu Ri      |                   |
| 2010 | Playful Kiss                  | Dokgo Min-ah  | Co-adjuvante      |
| 2010 | All My Love                   | Yoon Seung-Ah |                   |
| 2012 | Moon Embracing the Sun        | Seol          |                   |
| 2012 | Ms Panda and Mr Hedgehog      | Pan Da-yang   | Protagonista      |
| 2013 | Empire of Gold                | Jang Hee-joo  |                   |
| 2013 | After School: Lucky or Not    | —             | Convidada (ep 2)  |
| 2014 | I Need Romance 3              | Jung Hee-jae  | Protagonista      |

| Ano  | Título                    | Papel          | Notas |
| ---- | ------------------------- | -------------- | ----- |
| 2006 | Siame                     |                |       |
| 2008 | Illusion                  |                |       |
| 2010 | Death Bell 2: Bloody Camp | Jeong Tae-yeon |       |
| 2011 | Goodbye My Smile          | Ha-Rin         |       |
| 2011 | Funny Neighbors           |                |       |
| 2014 | The Legacy                | Chae Kyung-Hee |       |
| 2014 | The Deal                  | Soo-Kyung      |       |

| Ano  | Título                           | Papel | Notas |
| ---- | -------------------------------- | ----- | ----- |
| 2006 | Love Choice aka Selection Couple | —     |       |
| 2012 | Sold Out                         | —     |       |